# پووستکا (ناحیه خب)
پووستکا (به چکی: Poustka) یک منطقهٔ مسکونی در جمهوری چک است که در ناحیه خب واقع شده‌است. پووستکا ۶٫۹۷ کیلومتر مربع مساحت و ۱۶۸ نفر جمعیت دارد و ۵۱۵ متر بالاتر از سطح دریا واقع شده‌است.